# DreamHack Winter 2014

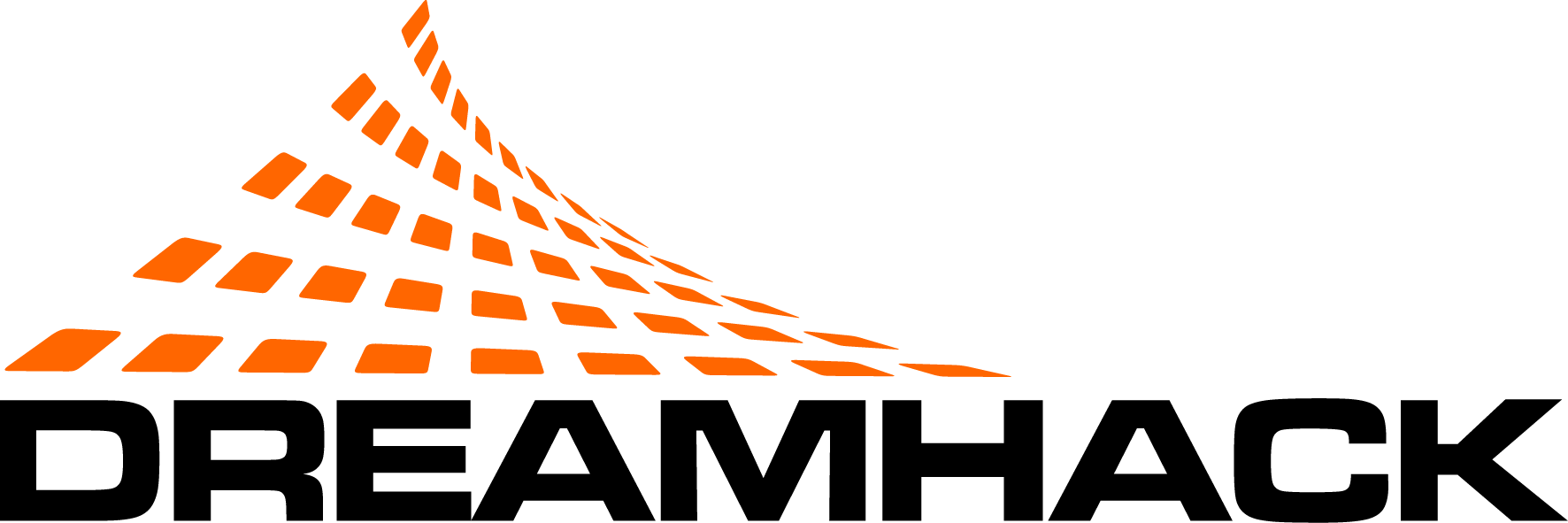
Logo da DreamHack.

DreamHack Winter 2014 foi o quarto Major de Counter-Strike: Global Offensive, que foi realizado do dia 27 a 29 de novembro no Elmia, na Suécia. Este foi o terceiro Major de 2014. Foi organizado pela DreamHack numa parceria com a Valve. O torneio teve uma premiação total de US$ 250.000.
Os Team LDLC.com foram os vencedores do evento depois de derrotarem os Ninjas in Pyjamas por 2-1 na final.

## Formato
As seis melhores equipas do ESL One Cologne 2014 qualificaram-se como "Legends". Cinco equipas da Europa, uma da América do Norte, e duas equipas do último qualificador em LAN qualificaram-se para o torneio. As restantes duas equipas foram convidadas pelos organizadores.
As equipas foram divididas em quatro grupos de 4 equipas cada. Todos os jogos da fase de grupos foram jogados à melhor de 1. A seed mais alta jogou a seed mais baixa de cada grupo e a segunda e terceira seeds jogaram uma contra a outra. Os vencedores desses dois jogos jogaram para determinar qual equipa passa para os Playoffs; o perdedor desse jogo jogou outro jogo contra o vencedor das duas equipas perdedoras. O perdedor desse jogo é eliminado do torneio. As duas últimas equipes jogaram uma contra a outra e o vencedor dessa partida seguiu para os playoffs.
Os playoffs são compostos por oito equipas, duas de cada grupo. Todos estes jogos são jogados ao melhor de três, formato de eliminação única. As equipas avançam de fase até ser decidido um vencedor.

### Escolha dos Mapas
Os mapas que podiam ser escolhidos são os mesmos do major anterior.
Havia sete mapas à escolha. Na fase de grupos, ambas as equipas podem apagar dois mapas. Dos três mapas restantes, o mapa é seleccionado aleatoriamente. Nos playoffs, cada equipa irá primeiro remover um mapa. Em seguida, cada lado escolhe um mapa, que será jogado nos dois primeiros jogos. Se a série for para um terceiro mapa, esse mapa é seleccionado aleatoriamente entre os três mapas restantes.
| Mapas - Cache - Cobblestone - Dust II - Inferno | - Mirage - Nuke - Overpass |

## Equipas
| Legends - Ninjas in Pyjamas - Fnatic - Team Dignitas | - Natus Vincere - Cloud9 - Virtus.pro | Challengers - Team LDLC.com - Planetkey Dynamics - PENTA Sports - ESC Gaming - HellRaisers | - Team iBUYPOWER - Copenhagen Wolves - Flipsid3 Tactics - myXMG - Bravado Gaming |

## Fase de Grupos

### Grupo A
| Pos | Equipa         | W | L | RF | RA | RD  | Pts |
| --- | -------------- | - | - | -- | -- | --- | --- |
| 1   | HellRaisers    | 2 | 0 | 32 | 19 | +13 | 6   |
| 2   | Fnatic         | 2 | 1 | 46 | 23 | +23 | 6   |
| 3   | Cloud9         | 1 | 2 | 26 | 33 | -7  | 3   |
| 4   | Bravado Gaming | 0 | 2 | 3  | 32 | -29 | 0   |

| Jogos do Grupo A | Jogos do Grupo A | Jogos do Grupo A | Jogos do Grupo A | Jogos do Grupo A |
| Equipa           | Rondas           | Mapa             | Rondas           | Equipa           |
| ---------------- | ---------------- | ---------------- | ---------------- | ---------------- |
| Fnatic           | 16               | Mirage           | 2                | Bravado Gaming   |
| Cloud9           | 5                | Inferno          | 16               | HellRaisers      |
| Fnatic           | 14               | Mirage           | 16               | HellRaisers      |
| Cloud9           | 16               | Cache            | 1                | Bravado Gaming   |
| Fnatic           | 16               | Dust II          | 5                | Cloud9           |

### Grupo B
| Pos | Equipa            | W | L | RF | RA | RD  | Pts |
| --- | ----------------- | - | - | -- | -- | --- | --- |
| 1   | Team Dignitas     | 2 | 0 | 32 | 16 | +16 | 6   |
| 2   | PENTA Sports      | 2 | 1 | 41 | 41 | +0  | 6   |
| 3   | Team iBUYPOWER    | 1 | 2 | 36 | 36 | +0  | 3   |
| 4   | Copenhagen Wolves | 0 | 2 | 16 | 32 | -16 | 0   |

| Jogos do Grupo B | Jogos do Grupo B | Jogos do Grupo B | Jogos do Grupo B | Jogos do Grupo B  |
| Equipa           | Rondas           | Mapa             | Rondas           | Equipa            |
| ---------------- | ---------------- | ---------------- | ---------------- | ----------------- |
| Team Dignitas    | 16               | Nuke             | 9                | PENTA Sports      |
| Team iBUYPOWER   | 16               | Nuke             | 4                | Copenhagen Wolves |
| Team Dignitas    | 16               | Nuke             | 7                | Team iBUYPOWER    |
| PENTA Sports     | 16               | Dust II          | 12               | Copenhagen Wolves |
| Team iBUYPOWER   | 13               | Inferno          | 16               | PENTA Sports      |

### Grupo C
| Pos | Equipa             | W | L | RF | RA | RD  | Pts |
| --- | ------------------ | - | - | -- | -- | --- | --- |
| 1   | Team LDLC.com      | 2 | 0 | 32 | 17 | +15 | 6   |
| 2   | Ninjas in Pyjamas  | 2 | 1 | 41 | 36 | +5  | 6   |
| 3   | ESC Gaming         | 1 | 2 | 33 | 45 | -12 | 3   |
| 4   | Planetkey Dynamics | 0 | 2 | 15 | 32 | -17 | 0   |

| Jogos do Grupo C  | Jogos do Grupo C | Jogos do Grupo C | Jogos do Grupo C | Jogos do Grupo C   |
| Equipa            | Rondas           | Mapa             | Rondas           | Equipa             |
| ----------------- | ---------------- | ---------------- | ---------------- | ------------------ |
| Ninjas in Pyjamas | 16               | Overpass         | 2                | Planetkey Dynamics |
| Team LDLC.com     | 16               | Cobblestone      | 4                | ESC Gaming         |
| Ninjas in Pyjamas | 13               | Overpass         | 16               | Team LDLC.com      |
| ESC Gaming        | 16               | Mirage           | 13               | Planetkey Dynamics |
| Ninjas in Pyjamas | 16               | Cache            | 13               | ESC Gaming         |

### Grupo D
| Pos | Equipa           | W | L | RF | RA | RD  | Pts |
| --- | ---------------- | - | - | -- | -- | --- | --- |
| 1   | Virtus.pro       | 2 | 0 | 32 | 4  | +28 | 6   |
| 2   | Natus Vincere    | 2 | 1 | 37 | 39 | -2  | 6   |
| 3   | Flipsid3 Tactics | 1 | 2 | 39 | 46 | -7  | 3   |
| 4   | myXMG            | 0 | 2 | 13 | 32 | -19 | 0   |

| Jogos do Grupo D | Jogos do Grupo D | Jogos do Grupo D | Jogos do Grupo D | Jogos do Grupo D |
| Equipa           | Rondas           | Mapa             | Rondas           | Equipa           |
| ---------------- | ---------------- | ---------------- | ---------------- | ---------------- |
| Virtus.pro       | 16               | Inferno          | 2                | myXMG            |
| Natus Vincere    | 16               | Mirage           | 8                | Flipsid3 Tactics |
| Virtus.pro       | 16               | Nuke             | 2                | Natus Vincere    |
| Flipsid3 Tactics | 16               | Mirage           | 11               | myXMG            |
| Natus Vincere    | 19               | Overpass         | 15               | Flipsid3 Tactics |

## Playoffs
|  | Quartas de final | Quartas de final  | Quartas de final |               |        | Semifinais        | Semifinais | Semifinais |  |  | Final | Final | Final |  |
|  |                  |                   |                  |               |        |                   |            |            |  |  |       |       |       |  |
|  | Ucrânia          | HellRaisers       | 0                |               |        |                   |            |            |  |  |       |       |       |  |
|  | Ucrânia          | HellRaisers       | 0                |               |        |                   |            |            |  |  |       |       |       |  |
|  | Suécia           | Ninjas in Pyjamas | 2                |               |        |                   |            |            |  |  |       |       |       |  |
|  | Suécia           | Ninjas in Pyjamas | 2                |               | Suécia | Ninjas in Pyjamas | 2          |            |  |  |       |       |       |  |
|  |                  |                   |                  |               | Suécia | Ninjas in Pyjamas | 2          |            |  |  |       |       |       |  |
|  |                  |                   | Polónia          | Virtus.pro    | 0      |                   |            |            |  |  |       |       |       |  |
|  | Polónia          | Virtus.pro        | Polónia          | Virtus.pro    | 0      | 2                 |            |            |  |  |       |       |       |  |
|  | Polónia          | Virtus.pro        |                  |               |        |                   |            |            |  |  |       |       |       |  |
|  | Alemanha         | PENTA Sports      | 0                |               |        |                   |            |            |  |  |       |       |       |  |
|  | Alemanha         | PENTA Sports      | 0                |               | Suécia | Ninjas in Pyjamas | 1          |            |  |  |       |       |       |  |
|  |                  |                   |                  |               |        |                   |            |            |  |  |       |       |       |  |
|  |                  |                   | França           | Team LDLC.com | 2      |                   |            |            |  |  |       |       |       |  |
|  | França           | Team LDLC.com     | França           | Team LDLC.com | 2      | 21                |            |            |  |  |       |       |       |  |
|  | França           | Team LDLC.com     |                  |               |        |                   |            |            |  |  |       |       |       |  |
|  | Suécia           | Fnatic            | 1                |               |        |                   |            |            |  |  |       |       |       |  |
|  | Suécia           | Fnatic            | 1                |               | França | Team LDLC.com     | 2          |            |  |  |       |       |       |  |
|  |                  |                   |                  |               | França | Team LDLC.com     | 2          |            |  |  |       |       |       |  |
|  |                  |                   | Ucrânia          | Natus Vincere | 0      |                   |            |            |  |  |       |       |       |  |
|  | Dinamarca        | Team Dignitas     | Ucrânia          | Natus Vincere | 0      | 0                 |            |            |  |  |       |       |       |  |
|  | Dinamarca        | Team Dignitas     |                  |               |        |                   |            |            |  |  |       |       |       |  |
|  | Ucrânia          | Natus Vincere     | 2                |               |        |                   |            |            |  |  |       |       |       |  |

### Jogos das Quartas-de-final
| Quartas-de-final | Quartas-de-final | Quartas-de-final | Quartas-de-final | Quartas-de-final  |
| Equipa           | Rondas           | Mapa             | Rondas           | Equipa            |
| ---------------- | ---------------- | ---------------- | ---------------- | ----------------- |
| HellRaisers      | 5                | Dust II          | 16               | Ninjas in Pyjamas |
| HellRaisers      | 5                | Inferno          | 16               | Ninjas in Pyjamas |
| HellRaisers      | –                | Overpass         | –                | Ninjas in Pyjamas |
| Virtus.pro       | 16               | Cache            | 9                | PENTA Sports      |
| Virtus.pro       | 16               | Mirage           | 5                | PENTA Sports      |
| Virtus.pro       | –                | Nuke             | –                | PENTA Sports      |
| Team LDLC.com    | 16               | Dust II          | 10               | Fnatic            |
| Team LDLC.com    | 8                | Cache            | 16               | Fnatic            |
| Team LDLC.com    | V                | Overpass         | D                | Fnatic            |
| Team Dignitas    | 3                | Cobblestone      | 16               | Natus Vincere     |
| Team Dignitas    | 13               | Mirage           | 16               | Natus Vincere     |
| Team Dignitas    | –                | Overpass         | –                | Natus Vincere     |

### Jogos das Semifinais
| Semifinais        | Semifinais | Semifinais  | Semifinais | Semifinais    |
| Equipa            | Rondas     | Mapa        | Rondas     | Equipa        |
| ----------------- | ---------- | ----------- | ---------- | ------------- |
| Ninjas in Pyjamas | 22         | Nuke        | 20         | Virtus.pro    |
| Ninjas in Pyjamas | 10         | Cache       | 16         | Virtus.pro    |
| Ninjas in Pyjamas | 16         | Inferno     | 8          | Virtus.pro    |
| Team LDLC.com     | 16         | Mirage      | 11         | Natus Vincere |
| Team LDLC.com     | 16         | Inferno     | 11         | Natus Vincere |
| Team LDLC.com     | –          | Cobblestone | –          | Natus Vincere |

### Jogos da Final
| Final             | Final  | Final    | Final  | Final         |
| Equipa            | Rondas | Mapa     | Rondas | Equipa        |
| ----------------- | ------ | -------- | ------ | ------------- |
| Ninjas in Pyjamas | 10     | Dust II  | 16     | Team LDLC.com |
| Ninjas in Pyjamas | 16     | Inferno  | 4      | Team LDLC.com |
| Ninjas in Pyjamas | 16     | Overpass | 19     | Team LDLC.com |

## Classificação final
| Lugar   | Premiação | Equipa             | Classificados para                   | Jogadores                                   | Treinador |
| ------- | --------- | ------------------ | ------------------------------------ | ------------------------------------------- | --------- |
| 1.º     | $100,000  | Team LDLC.com      | ESL One Katowice 2015                | kioShiMa, Happy, SmithZz, NBK, shox         | MoMaN     |
| 2.º     | $50,000   | Ninjas in Pyjamas  | ESL One Katowice 2015                | f0rest, GeT RiGhT, Xizt, friberg, Maikelele | pita      |
| 3–4.º   | $22,000   | Natus Vincere      | ESL One Katowice 2015                | Edward, Zeus, starix, seized, GuardiaN      |           |
| 3–4.º   | $22,000   | Virtus.pro         | ESL One Katowice 2015                | TaZ, NEO, pashaBiceps, byali, Snax          |           |
| 5–8.º   | $10,000   | HellRaisers        | ESL One Katowice 2015                | ANGE1, kucher, markeloff, s1mple Dosia      | Blad3     |
| 5–8.º   | $10,000   | Fnatic             | ESL One Katowice 2015                | JW, flusha, pronax, olofmeister, KRiMZ      | Devilwalk |
| 5–8.º   | $10,000   | Team Dignitas      | ESL One Katowice 2015                | FeTiSh, dev1ce, cajunb, dupreeh, Xyp9x      | 3k2       |
| 5–8.º   | $10,000   | PENTA Sports       | ESL One Katowice 2015                | r0bs3n, Spidii, denis, kRYSTAL, fel1x       |           |
| 9–12.º  | $2,000    | Flipsid3 Tactics   | ESL One Katowice 2015 Main Qualifier | twist, berg, zende, BENDJI, Dumas           |           |
| 9–12.º  | $2,000    | ESC Gaming         | ESL One Katowice 2015 Main Qualifier | innocent, SZPERO, mouz, MINISE, rallen      |           |
| 9–12.º  | $2,000    | Cloud9             | ESL One Katowice 2015 Main Qualifier | ShahZam, sgares, n0thing shroud, Semphis    |           |
| 9–12.º  | $2,000    | Team iBuyPower     | ESL One Katowice 2015 Main Qualifier | nitr0, Skadoodle, swag, desi, AZK           | lrukandji |
| 13–16.º | $2,000    | Bravado Gaming     | ESL One Katowice 2015 Main Qualifier | Cent, Detrony, Racno, bLacKpoisoN, deviaNt  |           |
| 13–16.º | $2,000    | Copenhagen Wolves  | ESL One Katowice 2015 Main Qualifier | gla1ve, Pimp, tenzki, Kjaerbye, cadiaN      |           |
| 13–16.º | $2,000    | Planetkey Dynamics | ESL One Katowice 2015 Main Qualifier | strux1, alexRr, Troubley, nex, stavros      |           |
| 13–16.º | $2,000    | myXMG              | ESL One Katowice 2015 Main Qualifier | MSL, HUNDEN, AcilioN, Friis, smF            |           |